# مون گیون یانگ
این یک نام کره‌ای است؛ نام خانوادگی مون است.
مون گیون یانگ (کره‌ای: 문근영; زادهٔ ۶ مهٔ ۱۹۸۷) بازیگر اهل کره جنوبی است. مون فعالیت هنری خود را با مدل بودن در سن ۱۲ سالگی آغاز کرد و سال بعد (۱۹۹۹) در یک مستند تلویزیونی ایفای نقش کرد. او فعالیت جدی هنری او از سال ۲۰۰۰ و با ایفای نقش در سریال داستان پاییز شروع شد او در این سریال نقش دختری به نام young Eun-suh را ایفا می‌کرد. در این سریال بود که او محبوبیت بسیار یافت ولی موفقیت بزرگ او در سال ۲۰۰۳ و با بازی در فیلم ترسناک داستان دو خواهر بود.
بعد از آن او در سال ۲۰۰۴، در فیلم عروس کوچک من، در سال ۲۰۰۵ و در فیلم بی گناه ایفای نقش کرد.

## زندگی‌نامه
مون گیون یانگ با حضور خود از کودکی در تلویزیون خود را در دل مردم جا کرده و در مقابل دیگر مشاهیر نوجوان از محبوبیت بیشتری از طرف مردم برخوردار شد که به همین خاطر به او لقب «خواهر کوچک ملت» داده شد.
او در سال ۲۰۰۵ برای بازی در فیلم مراحل بیگناه در جشنواره فیلم کن حضور یافت. او در میان بازیگران زن کره‌ای از هواداران بسیاری برخوردار است و تنها بودن اسم او در فهرست بازیگران یک فیلم باعث کشیده شدن هر چه بیشتر مردم به سینماها می‌شود.
مون گیون یانگ در فوریه سال ۲۰۰۶ از دبیرستان Gwangju Gukje فارغ‌التحصیل شد و در مارس همان سال به دانشگاه Sungkyunkwan در سئول وارد شد. او در حال حاضر مشغول به تحصیل در رشته ادبیات و تاریخ کره است.

## فیلم‌شناسی

### فیلم
| سال  | عنوان               | نقش           | یادداشت    |
| ---- | ------------------- | ------------- | ---------- |
| ۱۹۹۹ | در راه              |               | فیلم مستند |
| ۲۰۰۲ | کنسرت عاشقان        | لی جی یون     |            |
| ۲۰۰۳ | داستان دو خواهر     | بائه سو یئون  |            |
| ۲۰۰۴ | عروس کوچک من        | سئو بو یون    |            |
| ۲۰۰۵ | مراحل بی‌گناه        | چانگ چائه رین |            |
| ۲۰۰۶ | مرا دوست نداشته باش | ریو مین       |            |
| ۲۰۱۵ | تخت پادشاهی         | بانو هی گیونگ |            |
| ۲۰۱۷ | باغ شیشه‌ای          | جائه یون      |            |

### تلویزیون
| سال  | عنوان                           | نقش                    | شبکه    |
| ---- | ------------------------------- | ---------------------- | ------- |
| ۱۹۹۹ | رایس معلم سوخته و هفت سیب زمینی | هان می سو              | کی‌بی‌اس۲ |
| ۲۰۰۰ | پاییز در قلب من                 | یونگ یون/ چویی یون سو  | کی‌بی‌اس۲ |
| ۲۰۰۰ | مرکز پزشکی                      |                        | اس‌بی‌اس  |
| ۲۰۰۱ | ملکه میونگ سئونگ                | امپراتریس میئونگ سئونگ | کی‌بی‌اس۲ |
| ۲۰۰۱ | زندگی زیباست                    | یونگ یو هی جونگ        | کی‌بی‌اس۲ |
| ۲۰۰۳ | همسر                            | هان مین جو             | کی‌بی‌اس۲ |
| ۲۰۰۸ | نقاش باد                        | سن یون باک             | اس‌بی‌اس  |
| ۲۰۱۰ | ناخواهری سیندرلا                | گو یون جو/ سونگ یون جو | کی‌بی‌اس۲ |
| ۲۰۱۰ | مری با من ازدواج کن             | وی مری                 | کی‌بی‌اس۲ |
| ۲۰۱۲ |                                 | هان سه کیونگ           | اس‌بی‌اس  |
| ۲۰۱۳ | الهه آتش                        | یو جونگ                | ام‌بی‌سی  |
| ۲۰۱۵ | راز دهکده آچیارا                | هان سو یون             | اس‌بی‌اس  |
| ۲۰۱۶ | همراهان                         | کامئو                  | تی‌وی‌ان  |
| ۲۰۱۹ | روح رو بگیر                     | یو ریونگ               | تی‌وی‌ان  |

## جوایز و نامزدی‌ها
- ۲۰۰۹ (Seoul Drama Awards(SDA جایزه بازیگر نقش مکمل زن (نقاش باد)
- ۲۰۰۹ 45th Baeksang Arts Awards بهترین بازیگر نقش اول زن پیشرو اقتصادی (نقاش باد)
- ۲۰۰۸ SBS Drama Awardsجایزه Daesang (نقاش باد)
- ۲۰۰۸ SBS Drama Awardsجایزه بهترین زوج با Moon Chae Won (نقاش باد)
- ۲۰۰۸ SBS Drama Awards جایره برترین ۱۰ ستاره (نقاش باد)
- ۲۰۰۸ Grime Awardsجایزه بهترین بازیگر نقش اول زن در سریال تلویزیونی (نقاش باد)
- ۲۰۰۷ 44th Daejong Film Awardsنامزد بهترین بازیگر نقش اول زن (عشق من نه)
- ۲۰۰۵ 42nd Daejong Film Awards جایزه بازیگر نقش مکمل زن (مراحل بیگناه)
- ۲۰۰۴ 25th Blue Dragon Film Awards جایزه بازیگر نقش مکمل زن (عروس کوچک من)
- ۲۰۰۴ 12th Choonsa Film Awardsجایزه بهترین بازیگر نقش اول زن (عروس کوچک من)
- ۲۰۰۴ 41st Daejong Film Awardsجایزه بهترین بازیگر نقش اول زن (عروس کوچک من)
- ۲۰۰۰ KBS Drama Awardsجایزه بهترین بازیگر نقش مکمل زن جوان (داستان پاییز)
- ۱۹۹۹ Model Edubox Kone Award

## سخنگویی
- ۲۰۰۷ سفیر برای روبان صورتی (سرطان پستان آگاهی) (۲۰۰۷ تا کنون)
- ۲۰۰۵ سفیر برای کمیسیون ملی انتخابات
- ۲۰۰۴ سفیر برای کمپین رای‌دهندگان جوان
- ۲۰۰۴ سفیر برای کره‌ای آموزش الکترونیک ابتکار
- ۲۰۰۴ سفیر برای Gwangju جشنواره بین‌المللی فیلم
- ۲۰۰۳ سفیر برای Gwangju جشنواره بین‌المللی فیلم
- ۲۰۰۳ سفیر برای Gwangju جشنواره کیمچی